# Valur Reykjavík (handball)
La section handball du Valur Reykjavík est un club de handball situé à Reykjavik en Islande.

## Palmarès

### Section masculine
compétitions internationales
- Coupe des clubs champions (C1)
  - Finaliste (1) : 1980
- Coupe européenne (C4)
  - Vainqueur (1) : 2024

compétitions nationales
- Championnat d'Islande
  - Vainqueur   (24) : 1940, 1941, 1942, 1944, 1947, 1948, 1951, 1955, 1973, 1977, 1978, 1979, 1988, 1989, 1991, 1993, 1994, 1995, 1996, 1998, 2007, 2017, 2021, 2022
- Coupe d'Islande
  - Vainqueur  (13) : 1974, 1988, 1990, 1993, 1998, 2008, 2009, 2011, 2016, 2017, 2021, 2022, 2024

### Section féminine
compétitions internationales
- Coupe européenne (C4)
  - Vainqueur (1) : 2025

compétitions nationales
- Championnat d'Islande
  - Vainqueur  (18) : 1962, 1964, 1965, 1966, 1967, 1968, 1969, 1971, 1972, 1973, 1974, 1983, 2010, 2011, 2012, 2014, 2019 et 2023
- Coupe d'Islande
  - Vainqueur (8) : 1988, 1993, 2000, 2012, 2013, 2014, 2019, 2022

## Personnalités liées au club
- Mohamadi Loutoufi : joueur de 2005 à 2006
- Valdimar Grímsson : joueur de 1984 à 1994 et de 2000 à 2001
- Snorri Steinn Guðjónsson : joueur de 1987 à 2003 et depuis 2017
- Dagur Sigurðsson : joueur jusqu'en 1996
- Ólafur Stefánsson : joueur de 1992 à 1996 puis entraîneur de 2013 à 2014
- Geir Sveinsson : joueur jusqu'en 1989 puis entraîneur de 1999 à 2003